# Студенец (приток Копытовки)
Студене́ц — малая река в Алексеевском районе Северо-Восточного административного округа Москвы, правый приток Копытовки. Водоток на всём протяжении заключён в подземный коллектор. Название происходит от географического термина «студенец», который означает «источник, родник, колодец, дающий холодную воду».
Длина составляет два километра. Река начиналась в двух ложбинах у улиц Староалексеевская и 3-я Мытищинская. Водоток проходил вдоль улицы Константинова. Устье расположено возле пересечения Ракетного бульвара с улицей Константинова. На карте XIX века Студенец подписан как «сток нечистот», что указывает на сильно загрязнённую воду ручья.